# Elachista adelpha
Elachista adelpha is een vlinder uit de familie grasmineermotten (Elachistidae). De wetenschappelijke naam is voor het eerst geldig gepubliceerd in 1994 door Kaila & Jalava.
De soort komt voor in Europa.